# Kolegiata Bożego Ciała w Jarosławiu

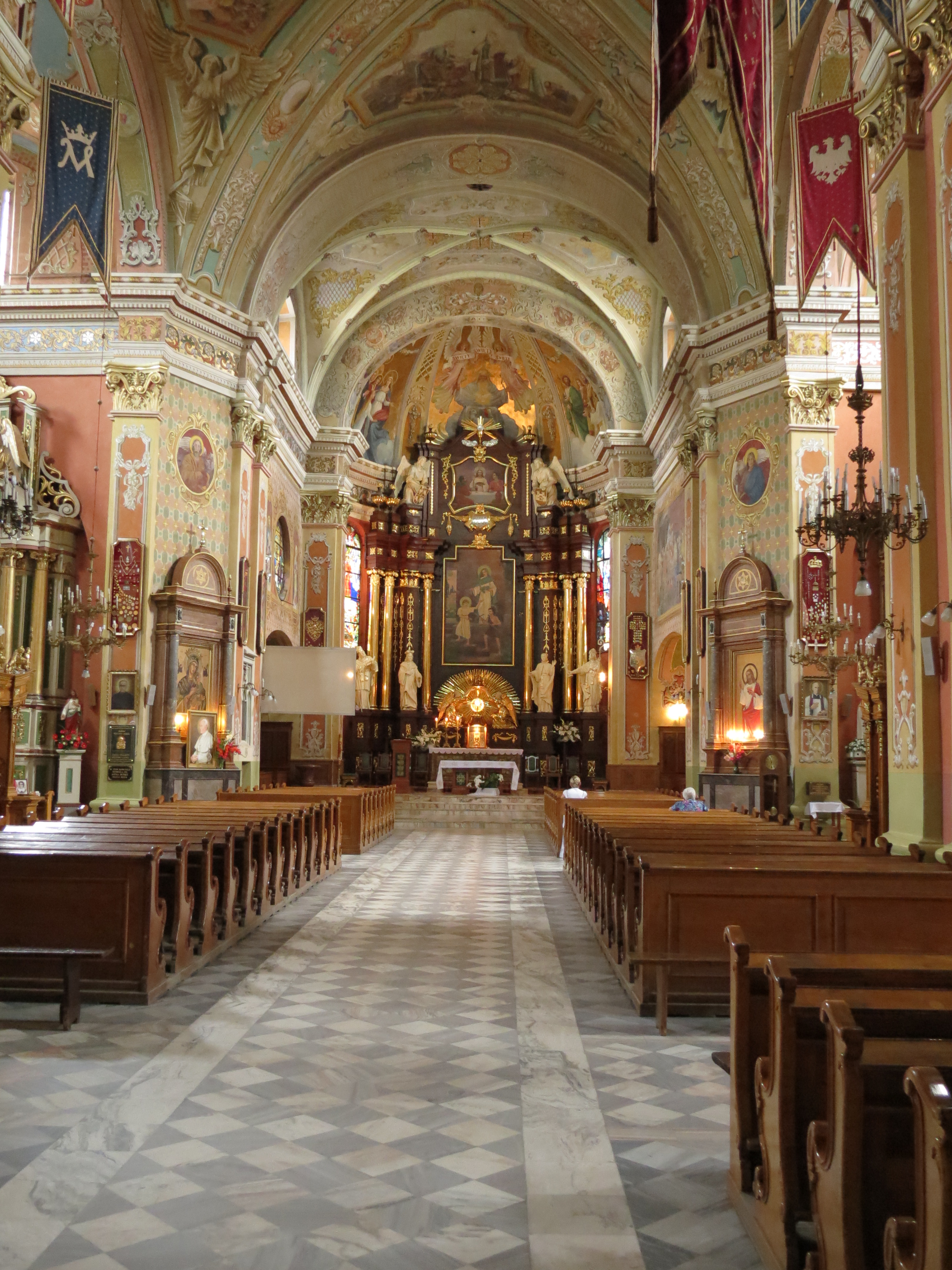
Nawa główna

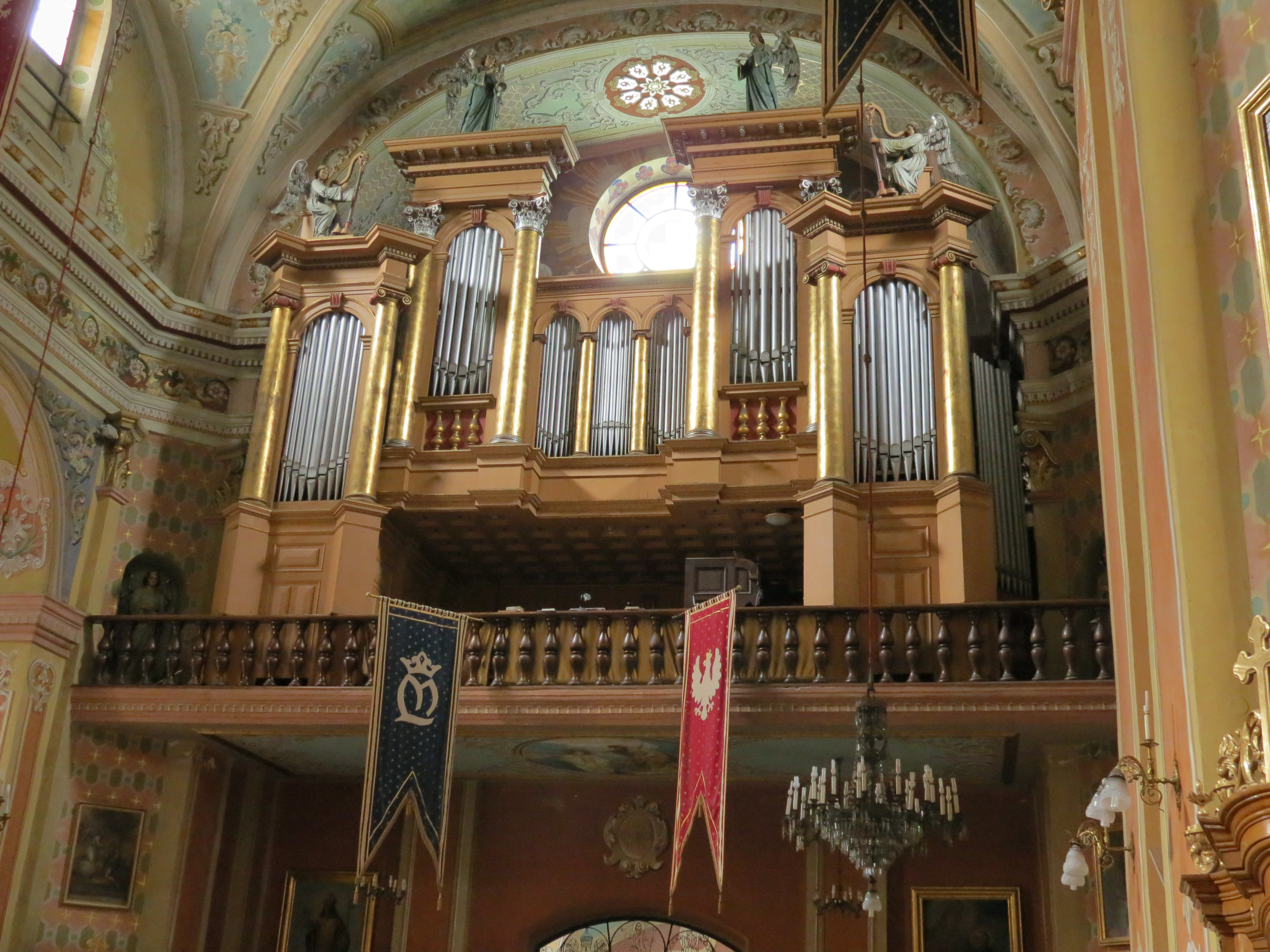
Organy

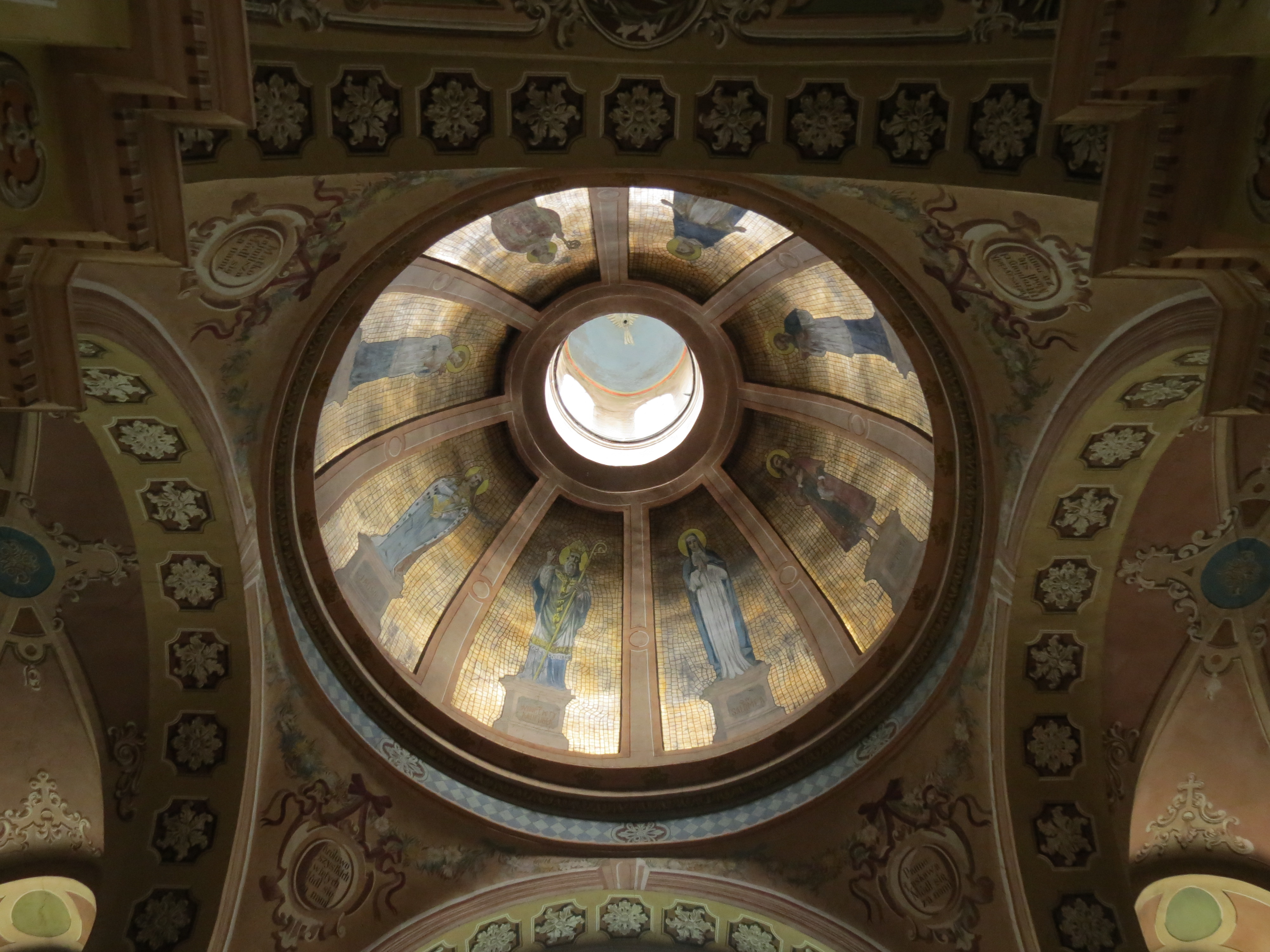
Kopuła

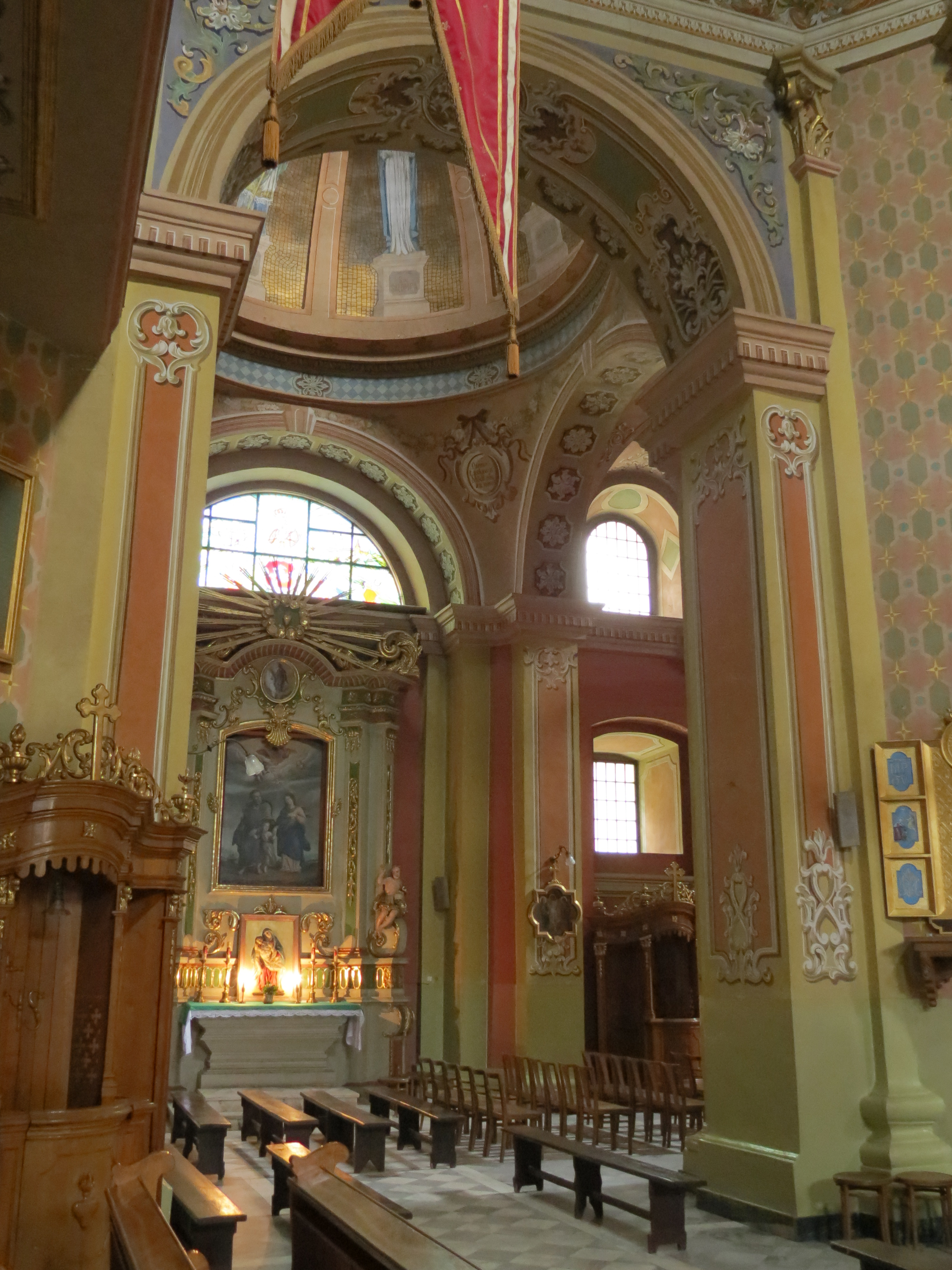
Wnętrza

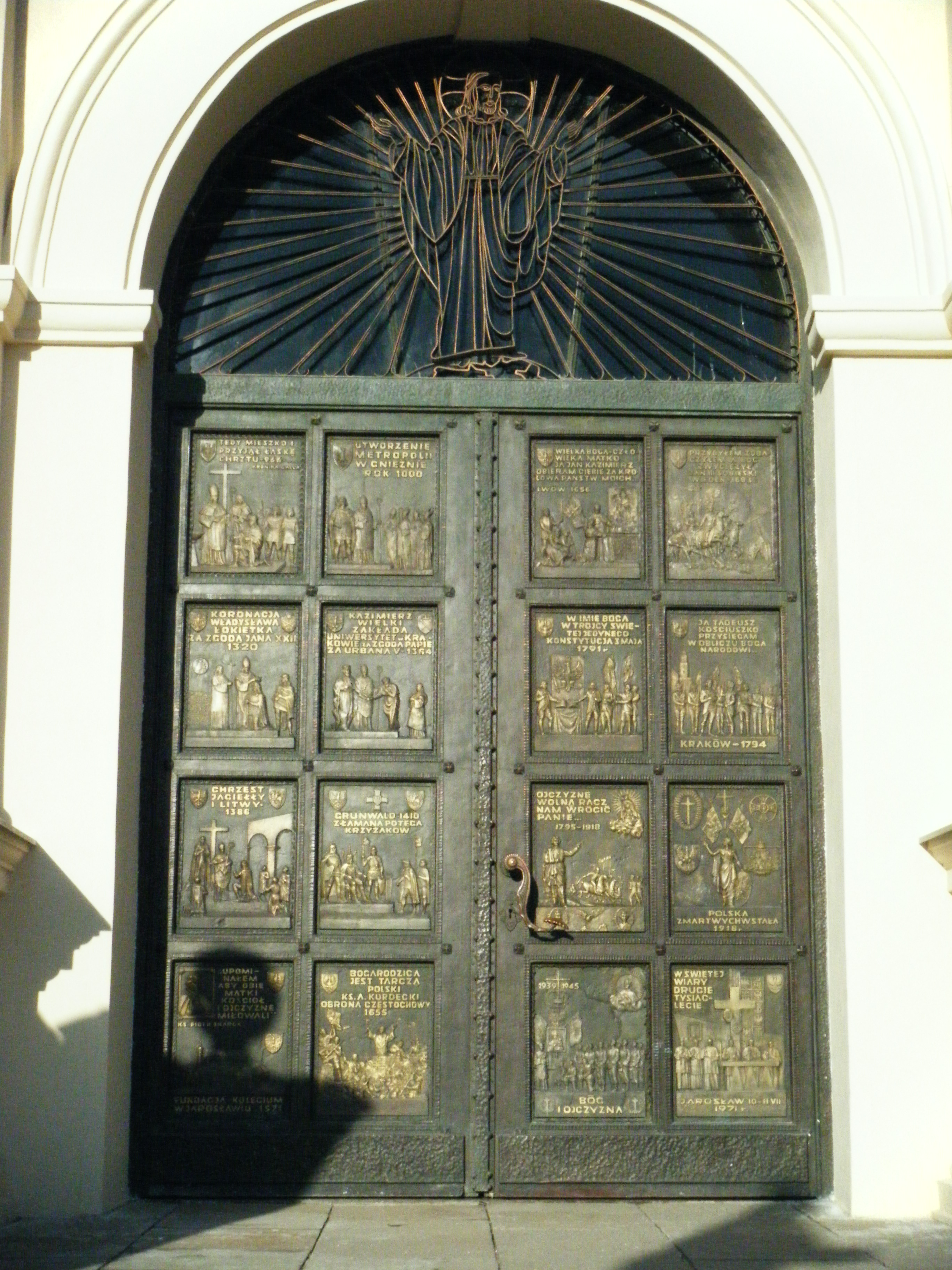
Główne wejście, drzwi ze scenami z historii Polski

Kolegiata Bożego Ciała w Jarosławiu – dawny kościół jezuitów pw. św. Jana znajdujący się
przy placu Piotra Skargi w Jarosławiu.
Fundacja Zofii Odrowąż Tarnowskiej w 1571 roku, zrealizowana przy organizacyjnej pomocy Piotra Skargi. Jezuicki kościół św. Jana został zbudowany w latach 1591–1594 prawdopodobnie według planów Józefa Bricciusa (Giuseppe Brizio), przy budowie czynny był Stefan Murator z Jarosławia.
W swojej architekturze świątynia nawiązywała pierwotnie do kościoła Il Gesù w Rzymie.
Renesansowy, pierwotnie jednonawowy z transeptem, przebudowany został po pożarach 1600 i 1625 roku. Dobudowano kaplice w latach 1616–1624, kruchtę z lat 1625–1628. W 1722 roku przed kościołem ustawione były rzeźby Tomasza Huttera (obecnie kopie). Niezwykle bogate wyposażenie kościoła uległo konfiskacie po kasacie zakonu jezuitów. Od 1804 roku jest kościołem parafialnym (po zamknięciu kolegiaty). Przeniesiono z kolegiaty zabytkowe wyposażenie, które zostało zniszczone pożarem w 1862 roku.
Jest to obecnie najstarszy pojezuicki kościół w Polsce (za czasów I i II Rzeczypospolitej był nim kościół katolicki w Nieświeżu).

## Proboszczowie Kolegiaty Bożego Ciała w Jarosławiu
| Proboszczowie Kolegiaty Bożego Ciała w Jarosławiu | Proboszczowie Kolegiaty Bożego Ciała w Jarosławiu | Proboszczowie Kolegiaty Bożego Ciała w Jarosławiu |
| Lata                                              | Proboszcz                                         | Uwagi |
| ------------------------------------------------- | ------------------------------------------------- | --- |
|                                                   |                                                   | |
| 1803–1826                                         | Franciszek Siarczyński                            | |
| 1826–1830                                         | Rafał Krajewski                                   | Administrator parafii |
| 1830–1850                                         | Jakub Waydowicz                                   | |
| 1851–1866                                         | Antoni Żelazny                                    | |
| 1866–1907                                         | Tomasz Olexiński                                  | |
| 1908–1923                                         | Stefan Fus                                        | (1865–1923). Urodził się w Żołyni. Święcenia przyjął z rąk bpa Łukasza Soleckiego. |
|                                                   | Stanisław Szarek                                  | adjutor parafii |
| 1923–1935                                         | Zygmunt Męski                                     | (1872–1949). Proboszcz dębowiecki do 1923. W 1925 za zgodą biskupa Anatola Nowaka założył bractwo straży honorowej Najświętszego Serca Jezusa. Od 1935 do 1949 proboszcz archikatedralny przemyski. |
| 1935–1939                                         | Władysław Opaliński                               | |
| 1939–1940                                         | Jakub Makara                                      | administrator parafii |
| 1940–1944                                         | Wojciech Lewkowicz                                | administrator parafii |
| 1944–1966                                         | Władysław Opaliński                               | ponownie |
| 1966–1985                                         | Bronisław Fila                                    | kustosz jarosławskiej kapituły kolegiackiej |
| 1986–2006                                         | Aleksander Kustra                                 | kustosz jarosławskiej kapituły kolegiackiej |
| od 26 sierpnia 2006                               | Marian Bocho                                      | kustosz jarosławskiej kapituły kolegiackiej |